# Vidět Delfy a zemřít
Vidět Delfy a zemřít (2005, See Delphi and Die) je historický detektivní román anglické spisovatelky Lindsey Davisové. Jde o sedmnáctý díl dvacetidílné knižní série, odehrávající se v antickém Římě za vlády císaře Vespasiana. Jejím hlavním hrdinou je soukromý informátor (vlastně soukromý detektiv) Marcus Didius Falco, který je také vypravěčem románu.
Název knihy je parafrází výroku Vidět Neapol a zemřít!, který je možno najít v díle Italská cesta od Johanna Wolfganga Getheho. Zároveň jde o otřepané reklamní rčení římských cestovních kanceláří.

## Obsah románu
Román se odehrává v září a říjnu roku 76. Falco je požádán svou tchyní Julií Justou, manželkou senátora Decima Camilla Vera, aby jí pomohl. Její nezodpovědný a lehkovážný starší syn Aulus Camillus Aelianus se namísto studia práv v Athénách zapletl v Olympii do vyšetřování vraždy mladé ženy, která pravděpodobně souvisí se zmizením a smrtí mladé dívky, ke které došlo před třemi roky.
Falco je s Helenou nucen odjet na pracovní dovolenou do římské provincie Achaia s úkolem přesvědčit Aula, aby se vrátil ke studiu a vyřešit za něj obě vraždy. Na cestu se vydá s pochybnou cestovní kanceláří Sedm divů, se kterou rovněž cestovaly obě mrtvé dívky. Musí postupně navštívit Olympii, Korint, Delfy a Athény a překonávat překážky, které mu kladou do cesty římské úřady, protože nemají zájem na otevření starého případu, který nedostatečně prošetřili.
Falco s Helenou nakonec odhalí nekalé praktiky cestovní kanceláře a sexuální pozadí obou vražd, provedených jedním prodejcem zájezdů.

## Česká vydání
- Vidět Delfy a zemřít (Praha: BB/art 2011), přeložila Petra Andělová.